# Brita Sigourney
Brita Sigourney, née le 17 janvier 1990 à Carmel-by-the-Sea est une skieuse acrobatique américaine spécialiste du half-pipe. 

## Palmarès

### Jeux olympiques
| Épreuve / Édition   | Half-pipe |
| JO 2014 Sotchi      | 6e        |
| JO 2018 Pyeongchang | Bronze    |

### Championnats du monde
| Épreuve / Édition           | Half-pipe |
| Mondiaux 2011 Deer Valley   | 6e        |
| Mondiaux 2017 Sierra Nevada | 9e        |
| Mondiaux 2019 Park City     | Bronze    |
| Mondiaux 2021 Aspen         |           |

### Coupe du monde
- Meilleur classement général : 9e en 2018.
- 1 petit globe de cristal :
  - Vainqueur du classement half-pipe en 2011.
- 11 podiums dont 4 victoires.

#### Détails des victoires
| Édition / Épreuve | Half-pipe                        |
| 2011-2012         | Copper Mountain Mammoth Mountain |
| 2013-2014         | Copper Mountain                  |
| 2017-2018         | Mammoth Mountain                 |

### Winter X Games
- 2011 :  Médaille d'argent de superpipe à Aspen.
- 2012 :  Médaille de bronze du superpipe à Aspen.
- 2015 :  Médaille de bronze de superpipe à Aspen.
- 2018 :  Médaille d'argent de superpipe à Aspen.